# Hakkas
Ne doit pas être confondu avec Akka, Haka, Hakha, Aka, Akha ou Hakkar.
Cet article concerne le peuple des Hakkas. Pour la langue (ou le dialecte), voir Hakka (langue).
Pour l’article homonyme, voir Hakkas (commune de Gällivare).
 (novembre 2020).
Si vous disposez d'ouvrages ou d'articles de référence ou si vous connaissez des sites web de qualité traitant du thème abordé ici, merci de compléter l'article en donnant les références utiles à sa vérifiabilité et en les liant à la section « Notes et références ».
Les Hakkas (chinois : 客家人 ; pinyin : Kèjiā rén ; hakka : hak-ga-ngin, littéralement « familles invitées ») sont des Chinois Han vivant dans le sud de la Chine, qui se considèrent comme les lointains descendants de réfugiés originaires des provinces du Henan, du Shanxi et du nord du Hubei.
Chassés en vagues successives à partir du IIIe siècle (fin de la dynastie Han) par les guerres accompagnant les changements dynastiques dans la région environnant les anciennes capitales de Luoyang et Xi'an, les ancêtres des Hakkas auraient fini par s'installer, après une migration interrompue de haltes, dans une zone située à la rencontre des provinces de Guangdong, Fujian, Jiangxi et Guangxi, où ils reçurent leur nom actuel. Il existe également des habitats hakkas dans le Hunan, le Guizhou, le Guangxi et le Sichuan. Constamment à la recherche de meilleures terres, certains sont plus tard partis pour les îles de Hainan ou Taïwan ou l’une des nombreuses destinations de la diaspora chinoise à travers le monde. Ils constituent, par exemple, la majorité de la population d'origine chinoise de départements et territoires français d'Outre-mer, comme Tahiti ou l'île de La Réunion, ou de pays comme l'île Maurice.
Cette culture est aujourd'hui incluse dans ce que l'on appelle, la culture du Guangfu （广府文化）ou culture du Lingnan (zh) (ancienne province réunissant autrefois les actuelles régions autonomes zhuang du Guangxi et province du Guangdong), comprend les cultures du cantonais, des différentes langues min de Chaoshan et du hakka.
Toujours légèrement en retard par rapport au mouvement général d’expansion des Han vers le sud, ils ont souvent dû se contenter des moins bonnes terres, ce qui a déterminé un certain nombre de leurs caractéristiques culturelles, comme la frugalité et l’ardeur au travail. Avec peu de perspectives de prospérité d’origine terrienne, les hommes hakkas se tournaient plus souvent que les autres vers la carrière militaire, le commerce itinérant ou les études en vue d'un poste de mandarin, laissant aux femmes une grande partie des travaux de la terre, ces dernières n’avaient donc presque jamais les pieds bandés. Très présents dans l’armée et l’administration, plus éduqués en moyenne, les Hakkas ont eu une influence significative sur l'histoire chinoise à laquelle ils ont donné de nombreux dirigeants politiques et révolutionnaires.
La langue hakka, qui comprend quelques variantes phonologiques, diffère très nettement du cantonais ou du minnan parlés par les populations voisines des Hakkas. La forme du district de Meizhou a été choisie comme standard. Réunis, les différents dialectes hakkas compteraient entre 90 et 100 millions de locuteurs.
Les Tulou, construits et utilisés comme lieu d'habitation par les Hakkas, ont été inscrits par l'UNESCO sur la liste du patrimoine mondial en 2008.

## La migration, mythe fondateur
On considère que le premier déplacement de population vers le sud depuis le Zhongyuan (中原, plaine centrale), centre géopolitique de la Chine ancienne s’étendant autour du bassin moyen et inférieur du Fleuve Jaune, s’est produit peu après la chute de l’empire Han, entre le milieu du IIIe siècle et le milieu du Ve siècle. D’autres suivirent à la chute de presque chaque dynastie importante : fin des Tang (Xe siècle), chute des Song du Nord (XIIe siècle) puis des Song du Sud (fin du XIIIe siècle, enfin chute des Ming (XVIIe siècle).
Les deux premières vagues sont particulièrement importantes pour la définition de l’identité hakka qui implique souvent, avant même l’usage du dialecte, la prétention - pas toujours vérifiable - de remonter à un ancêtre qui quitta le Nord entre le IIIe et le Xe siècle. Le folklore oral de l’émigration hakka les fait partir lors de la période où « les cinq peuples barbares ont semé le trouble en Chine » (五胡亂華, wǔhú luàn huá), soit au IIIe siècle. Cette date semble trop reculée à la plupart des chercheurs modernes qui envisagent plutôt un départ vers le sud entre la fin des Tang (Xe siècle) et la fin des Ming (XVIIe siècle). Néanmoins, certaines familles prétendent détenir des listes généalogiques (族譜, zúpǔ) remontant à un membre de l’aristocratie ou un fonctionnaire de la dynastie Han vivant au Henan ou au Shanxi. En effet, le mythe/souvenir de l’origine géographique s’accompagne souvent de celui d’une origine sociale jadis élevée, renforçant l’aspiration à une carrière publique.
Dans de nombreuses régions hakkas, la salle centrale (salle du culte ancestral) des habitations porte au fronton le nom de la région d’origine. Il arrive qu’elle ne soit pas située dans la vallée du fleuve Jaune, comme dans le cas des familles Xus (徐) qui affichent Donghai (東海) dans le Jiangsu. Néanmoins, les intéressés considèrent qu’il s’agit d’une halte en chemin et qu’ils sont bien descendants d’ancêtres du Zhongyuan.

## Formation tardive
De nombreux aspects de la culture hakka, en particulier dans les domaines vestimentaire, religieux, social, familial et musical, témoignent indéniablement de l’influence de la culture Han de l’époque médiévale. Néanmoins, des recherches récentes semblent indiquer que ceux qui s’identifient comme Hakkas ne sont que partiellement issus d’ancêtres venus de la vallée du Fleuve jaune. Aux immigrants d’origine se sont joints des autochtones des régions traversées ou d’autres migrants, alors que certains quittaient le groupe pour se fondre au sein des populations locales. Dans la province de Guangdong, il arrive que des familles hakkas et cantonaises partagent les mêmes ancêtres. Les recherches génétiques, cherchant à mettre en évidence des différences entre les Hans du nord et du sud de la Chine, ont montré que les Hakkas ne se distinguent pas à cet égard de l’ensemble des Hans du Sud. Comme la plupart d’entre eux, ils ont absorbé des membres d’autres peuples, comme les Yao ou les She qu'ils ont côtoyés.
La forme définitive du nom Hakka s’est fixée dans le sud de la Chine au XVIIe siècle seulement, même si l’habitude de nommer hak (mandarin : ke) les familles déplacées est attestée dès le IVe siècle. Le terme officiel était kehu (客戶), dont kejia serait la version orale. Utilisée par les populations d’implantation plus ancienne pour désigner les nouveaux venus, ces derniers l'auraient reprise à leur compte vers le milieu de la dynastie Qing. Certains font remonter la popularisation de ce terme au règne de l’empereur Kangxi (1652-1722), qui avait fait appel à des immigrants pour repeupler le littoral faisant face à l’île de Taïwan, évacué sous ses ordres dix ans auparavant pour couper les renforts à l’armée de Koxinga.
Du fait de leur dialecte particulier, de leur habitat souvent montagneux, les Hakkas ont parfois été considérés comme des non Hans par les habitants des régions où ils s’installaient, confondus avec les ethnies qui partageaient les mêmes zones d'habitat et à qui ils ont d’ailleurs pu emprunter certains éléments. Au XIXe siècle, la discrimination dont ils faisaient l’objet de la part des locuteurs cantonais, leur image d’éternels immigrés à la recherche d’un point de chute, leur investissement dans les études faute de terres ont amené certains Occidentaux à établir un parallèle entre eux et les Juifs. Néanmoins, les Hakkas ont une culture fondamentalement Han et aucune spécificité religieuse qui les placerait à l’écart ; ils n’ont, de plus, jamais été persécutés, même s’ils ont dû se battre pour s’emparer de terres ou les conserver.

## Particularités culturelles

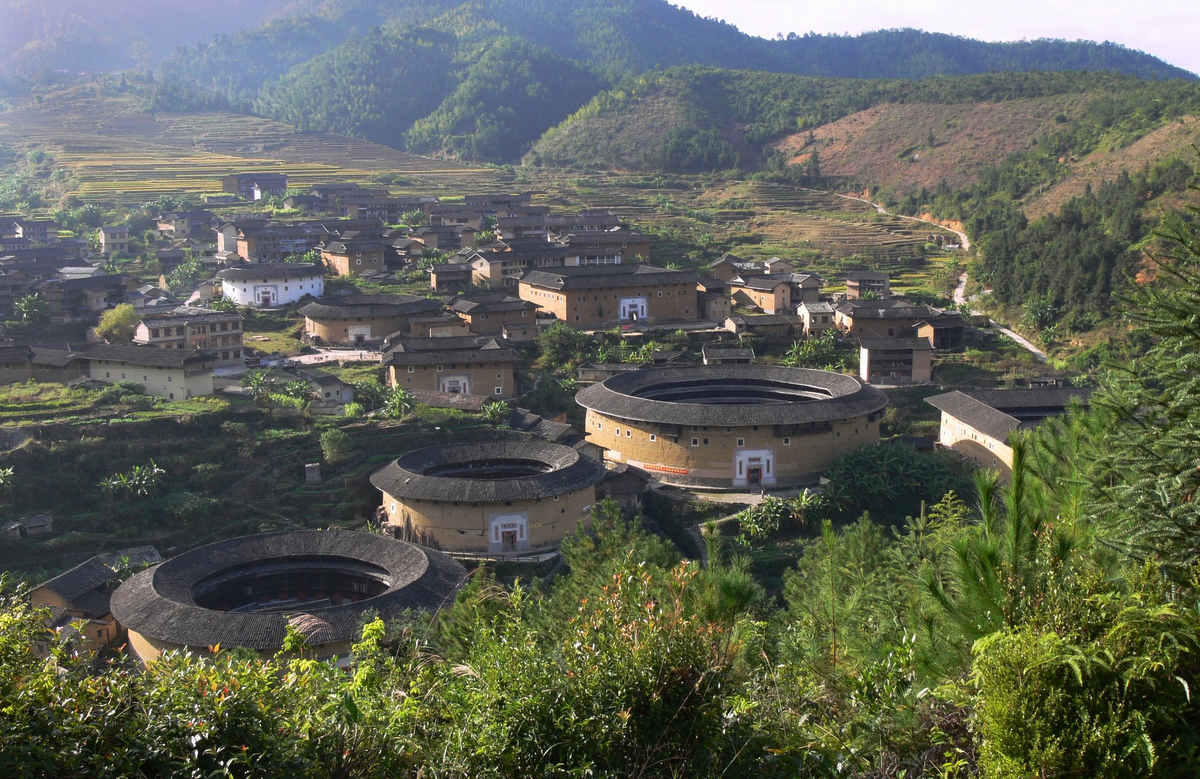
Des tulou hakka

Outre le mythe de l’origine nordique, le fort sentiment d’identité des Hakkas repose sur l’expérience de communautés ayant dû lutter afin de se tailler un domaine dans des régions trop peuplées ou dans les zones montagneuses encore en friche. Cette situation imposait, outre la frugalité et l’ardeur au travail déjà évoquées, un sens encore plus aigu de la communauté que chez les autres Han, se reflétant dans différents domaines :
- Rites religieux : une place particulièrement importante est accordée au culte des ancêtres, les Hakkas n’ayant pas toujours à proximité un village où trouver un temple dédié à une divinité ; un culte est d'ailleurs rendu aux membres du clan morts dans les luttes ethniques dont témoignent, par exemple, les « temples des pionniers » (先民庙 / 先民廟, xiānmín miào) de Taïwan.
- Architecture : Le plus remarquable exemple en est le tulou (土楼 / 土樓, « bâtiment de terre ») du Fujian, habitat communautaire abritant de nombreuses familles, parfois un village entier. Il s’agit de forts circulaires ou rectangulaires disposant d’une entrée unique. Au rez-de-chaussée se trouvent les animaux ainsi qu’un puits et parfois un autel ; les greniers et réserves d’armes se situaient au premier étage et les logements, les seuls à posséder des fenêtres, au deuxième avec la salle du culte des ancêtres. Un grand nombre sont toujours habités de nos jours.
- Généalogie : la possession de listes généalogiques rappelant le rattachement à un ancêtre commun est assez répandue.

L'investissement des hommes dans les carrières militaires et administratives ainsi que le rôle accru des femmes, en l’absence de nombreux hommes partis à l’armée ou absorbés par les études, ont été évoqués dans l’introduction. Vivant souvent sur les hauteurs où l'on cultive le thé, les Hakkas sont également connus pour leurs chants de montagne (zh) (山歌, shāngē) ou, à Taïwan, « chants de cueillette du thé » (采茶调, un chant long (長歌/长歌)), pratiqué dans une grande partie de la Chine du Sud.
Selon le Dr Eitel, qui consacre un mémoire aux Hakkas dans la revue L'Anthropologie (1893), les Hakkas sont de grands consommateurs de riz dont ils accompagne la cuisson de légumes, en revanche il ne supportent pas le congee.

## Les Hakkas en Chine continentale et à Taïwan
60 % des Hakkas de Chine populaire vivent dans la province de Guangdong, particulièrement les districts de Xingning et Mei. Le district de Huizhou est le berceau de 95 % des Hakkas d’Outre-mer. Le Guangxi est la deuxième province hakka de Chine.
Les Hakkas constituent 15 % de la population du Taïwan, où se sont affrontés jusqu'au XIXe siècle pour la possession des terres quatre groupes concurrents : les différents aborigènes, deux groupes rivaux de Han, ceux parlant le Minnan (dont fait partie le dialecte taïwanais) et ceux parlant le hakka taïwanais qui ont dû encore une fois se fixer près des zones montagneuses, en majorité dans les districts de Hsinchu, Miaoli, Chungli et Taoyuan, dans le Nord, Kaohsiung (Meinong) et Pingdong dans le Sud. Une minorité s’est installée à l’Est dans les districts de Hualian et Taïtung.
En Chine populaire comme à Taïwan, de plus en plus de Hakkas habitent dans les grandes métropoles, phénomène favorisant les mariages avec des non hakkas et la diminution du nombre de familles dans lesquelles le hakka est langue courante.
En Chine continentale, les tulous hakkas ont été classés à la demande de la Chine au patrimoine mondial de l'UNESCO. L'université de Jiaying (zh) (province du Guangdong), comporte une unité de recherche spécialisée dans la culture Hakka (嘉应学院客家研究院) fondé en 1989.
À Taïwan, actuellement, la langue et la culture hakka font l'objet d'une renaissance. Depuis la fin des années 1980, à la fin de la dictature de Tchang Kaï-chek, la conscience hakka s'est réveillée et les communautés hakka des différentes régions du pays, alarmées du risque de disparition de leur langue et de leur culture, se sont organisées pour préserver leur héritage. Un conseil des affaires Hakka s'occupant des affaires hakkas a d'ailleurs été créé en 2001, et est très actif dans la préservation et la promotion de la langue et de la culture hakka. Le système éducatif a progressivement mis en place un programme d'enseignement des langues dites « locales », dont le hakka, dans le primaire et le secondaire. Un nombre important d'universités taïwanaises proposent des programmes de mastère et même de doctorat en langue et culture hakka. En 2003, la télévision hakka (Hakka TV (客家电视台)), une chaîne satellite, a été lancée sur le réseau câblé taïwanais ; ses programmes sont également diffusés en numérique. Un grand centre de la culture hakka est en cours de construction dans le comté de Miaoli, région abritant une importante population hakka, et ambitionne de devenir un pionnier dans la recherche au sujet des Hakkas et dans les échanges entre les communautés hakkas du monde entier.

## Les Hakkas dans le monde
On trouve des Hakkas presque partout où il existe une diaspora chinoise (sauf là où la diaspora cantonaise détenait le monopole du contrôle pour les immigrés chinois, comme à Madagascar en première moitié du 20è siècle), mais la majorité des Hakkas d’outre-mer réside en Malaisie, Indonésie, Thaïlande et à Singapour. En Indonésie, ils se sont installés principalement à Bornéo le long de la rivière Kapuas (attirés au XIXe siècle par la perspective d’y trouver de l’or), à Pontianak où ils fondèrent la république de Lanfang et à Singkawang, ainsi que sur les îles de Bangka et Belitung où leur langue a été profondément influencée par les langues locales. Les Hakkas du Timor-Oriental se sont réfugiés en Australie après 1975.
Ils sont largement majoritaires parmi les Chinois ethniques des départements et territoires français d’outre-mer (12 % de la population à Tahiti).

## Quelques Hakkas célèbres
- La famille Song : Charles Soong et ses filles, Song Ailing, Song Qingling et Song Meiling, qui épousèrent respectivement Kong Xiangxi, banquier puis ministre de la république de Chine, Sun Yat-sen et Tchang Kaï-chek ;
- Des dirigeants de Chine populaire et du Parti communiste chinois : Zhang Guotao, Zeng Qinghong, Hu Yaobang, Li Peng ;
- Des généraux de Chine populaire : Zhu De, Ye Jianying;
- Lee Teng-hui, premier président taïwanais élu au suffrage universel ;
- John Baptist Wu Cheng-Chung Catholique évêque de Hong Kong de 1975-2002
- Khun Sa, seigneur de guerre en contrôle du trafic d’opium dans le Triangle d'or jusqu’en 1996 ;
- Guo Moruo et Han Suyin, écrivains ;
- Leslie Cheung, acteur et chanteur ;
- Chow Yun-fat, acteur ;
- Ma Ying-jeou, ex-président de la république de Chine (Taïwan)[3]
- John Woo, réalisateur et producteur ;
- Jimmy Choo, homme d'affaires et créateur de chaussures de luxe ;
- Adrienne Clarkson, ancienne gouverneure générale du Canada
- Aphisit Wetchachiwa, premier ministre de la Thaïlande
- Yip Man, maître de wing chun (arts martiaux chinois), maestro (Sifu) de Bruce Lee,
- Basuki Tjahaja Purnama, gouverneur par intérim de Jakarta, la capitale de l'Indonésie.
- Châu Quan Ky, maître en arts martiaux chinois et en médecine traditionnelle chinoise.
- Hong Xiuquan, fondateur et roi céleste, royaume céleste de Taiping, 1851-1864
- Hong Rengan, premier ministre, Taiping Heavenly Kingdom, 1860-1864; première personne en Chine à  défendre un gouvernement moderne et à  ouvrir des reformes
- Sun Yat-sen, père fondateur de la Chine moderne; premier président, gouvernement provisoire de la république de Chine, 1912
- Chen Mingshu, premier ministre par intérim de la république de Chine, 1931-1932
- Sun Ke, premier ministre de la république de Chine, 1932, 1948-1949
- Chen Jitang, seigneur de guerre qui exerçait un contrôle absolu sur le gouvernement et l'armée du Guangdong autonome, 1929-1936
- Li Lisan, haut dirigeant du Parti communiste chinois, 1928-1930
- Zhu De, président de l'Assemblée populaire nationale (chef d'État), république populaire de Chine, 1975-1976 ; fondateur de l'Armée populaire de libération
- Ye Jianying, président de l'Assemblée populaire nationale (chef d'État), république populaire de Chine, 1978-1983
- Hu Yaobang, président du Parti communiste chinois de 1981 à 1982 ; Secrétaire général du Parti communiste chinois, 1982-1987 (les deux positions pendant ces périodes ont fait de Hu Yaobang le plus haut placé du Parti communiste chinois et le deuxième homme le plus puissant en Chine après Deng Xiao ping)
- Liao Chengzhi, décède quatre jours après avoir été nommé vice-président de la république populaire de Chine en 1983
- Liu Yongfu, président de la république de Formose (Taïwan), 1895
- Qiu Fengjia, vice-président, république de Formose (Taïwan), 1895
- Deng Xiaoping, chef suprême de la république populaire de Chine de 1978 jusqu'à sa retraite en 1989
- Ma Ying-jeou, président, Taïwan, 2008-2016; le premier dirigeant de la république de Chine à rencontrer les dirigeants de la république populaire de Chine
- Tsai Ing-wen, présidente, Taïwan, 2016 à présent; première et unique femme élue à Taïwan
- Li Yuan-tsu, vice-président, Taïwan, 1990-1996
- Annette Lu, vice-présidente, Taïwan, 2000-2008
- Wang Sheng, la deuxième personne la plus puissante de Taïwan après le président Chiang Ching Kuo, fils de Chiang Kay Sek, alors qu'il dirigeait le "Bureau Liu Shaokang", décrit comme la Cour intérieure du siège du parti du Kuomintang, 1979-1983
- Yu Shyi-kun, Premier ministre, Taïwan, 2002-2005
- Jiang Yi-huah, Premier ministre, Taïwan, 2013-2014
- Martin Lee, chef du camp de la démocratie, Hong Kong; salué comme le père de la démocratie de Hong Kong
- Lau Wong-fat, pivot politique dans les nouveaux territoires, Hong Kong
- Lee Kuan Yew, père fondateur de Singapour moderne; premier Premier ministre de Singapour, 1959 à 1990
- Lee Hsien Loong, fils de Lee Kuan Yew, Premier ministre de Singapour, 2004 à présent
- Yap Ah Loy, fondateur, moderne Kuala Lumpur, capitale de la Malaisie, annales 1860
- Leong Fee, premier membre chinois, Conseil législatif fédéral, Malaisie, 1909
- Low Fang Pak, fondateur et président, république Hakka de Lanfang, Kalimantan occidental, Indonésie, 1777-1795 ; la république a dura 107 ans de 1777 à 1884 et a eu douze présidents qui sont tous des Meixian Hakkas
- Basuki Tjahaja Purnama (Chung Ban Hok), premier gouverneur ethnique chinois de Jakarta, capitale de l'Indonésie, considéré comme le troisième poste le plus puissant d'Indonésie en poste de 2014 à 2017 (après avoir été accusé de blasphème et de sa défaite au poste de gouverneur aux élections)
- Hasan Karman, premier maire chinois en Indonésie, 2007-2012
- Sok An, vice-premier ministre, Cambodge, 2004
- Ne Win, chef suprême du Myanmar pendant trois décennies, 1958 à 1960; 1962-1988
- San Yu, président du Myanmar, 1981-1988
- Khin Nyunt, Premier ministre du Myanmar, 2003-2004
- Pedro Lay, Premier ministre du Cabinet chinois, Timor-Oriental, 2007-2015
- Francisco Kalbuadi Lay, premier Chinois à titre élu au Parlement national, Timor-Oriental, 2002-2005
- Penny Wong, Première ministre chinoise et Première ministre asiatique, Australie, 2007-2013
- Helen Sham-Ho, première Chinoise à être élue à un parlement australien, 1988-2003
- Gaston Tong Sang, président, Polynésie française, 2006-2007, 2008-2011
- Moilin Jean Ah-Chuen, commerçant, député, 1er chinois devenu ministre du Cabinet, île Maurice, 1967-1976
- Li Huarong, vice-ministre des Seychelles
- Nat Wei, Baron Wei, plus jeune membre à l'âge de 34 ans et première personne britannique d'origine chinoise à la House of Lords, Royaume-Uni, depuis 2011
- André Thien Ah Koon, premier et unique Chinois élu à l'Assemblée nationale française et premier Chinois élu à un parlement en Europe, 1986-2006
- Pascal Chane-Teng (1971-), est un évêque catholique français. Après avoir été vicaire général du diocèse de Saint-Denis de La Réunion, il a été nommé évêque du même diocèse le 19 juillet 2023, pour succéder à Gilbert Aubry, ayant démissionné pour limite d'âge.
- Varina Tjon-A-Ten, première Chinoise élue à la Chambre des représentants, Pays-Bas, 2003-2006
- Roy Ho Ten Soeng, premier maire chinois aux Pays-Bas et en Europe, 2000-2006
- Arthur Chung, premier président, Guyana, 1970-1980
- Solomon Hochoy, dernier gouverneur britannique, 1960-1962, Trinité-et-Tobago; premier gouverneur non blanc dans l'ensemble de l'Empire britannique, 1960; premier gouverneur général, 1962-1972, date à laquelle Trinité-et-Tobago obtint son indépendance en 1962; premier chef d'État chinois dans un pays non asiatique
- Hendrick Chin A Sen, président et Premier ministre du Suriname, 1980-1982
- Rose Leon, première Chinoise et première femme du cabinet, Jamaïque, 1953-1960, 1972-1976
- William Boss Wu, le premier et le seul Chinois élu au Congrès national du Brésil depuis 2006 au présent.

### Citations de quelques hakkas
- « Les Hakkas sont capables de façonner des militaires exceptionnels, leur conduite laborieuse ayant été développée au cours de nombreuses années de vie dans les régions montagneuses. Les Japonais font l'éloge de l'esprit Hakka. Une grande majorité des officiers et des soldats dans l’armée de Guangdong se trouvent des hakkas, les succès distingués des militaires hakkas ont été attestés par l’histoire moderne de la Chine. » — Zhang Fakui, commandant en chef de l'armée de la république de Chine (1980)
- « Heureusement pour moi, j'ai un seuil très élevé pour la douleur. Je suis un Hakka. Les hakkas peuvent prendre beaucoup de douleur. J'ai donc survécu. » — Lee Kuan Yew, père fondateur de Singapour moderne (1997)
- « Vous devez tous savoir que moi, Lee Teng-hui, je suis un Hakka. Beaucoup de dirigeants de la Chine continentale sont aussi des Hakkas. Les Hakkas sont brillants, non ? » — Lee Teng-hui, président de Taïwan (2000)
- « Mon grand-père est Hakka. L'origine des Hakkas se trouve dans les plaines centrales. Un centre culturel Hakka ouvre ses portes dans le centre économique de Zhengdong. Je dévoilerai une statue de mon grand-père dans le centre culturel. » — Sun Huifang, petite-fille de Sun Yat-sen, père fondateur de la Chine moderne (2003)
- « Il y a une expérience importante que l'on ne trouve pas dans les livres, à savoir que le peuple Hakka possède de bonnes qualités morales en faisant des affaires fondées sur l'intégrité. C'est l'héritage le plus précieux laissé par mes ancêtres Hakkas. » — Thaksin Shinawatra, Premier ministre de Thaïlande (2005)
- « L'esprit Hakka dans mon sang m'a appelé à relever le défi et à assumer la responsabilité d'être président, comme de nombreuses femmes Hakka l'ont fait depuis des centaines d'années. » — Tsai Ing-wen, présidente de Taïwan (2011)
- « Et j'ai failli tomber en panne, mais je ne vais pas tomber en panne. Je suis une femme Hakka. Alors, adieu, papa. Tu vas me manquer. Repose en paix. Et… sois aussi dur que les Hakkas. » — Lee Wei Ling, fille de Lee Kuan Yew (2015)

### Discographie
- Taïwan : musique des Hakka : chants montagnards et musique instrumentale bayin, interprétés par Chun Yun-Hui, Chung Tsai-Hsiang, Lee Lai-Tien, et al., Maison des cultures du monde, Paris, 2007, 1 disque compact (1 h 16 min 47 s) + 1 brochure (27 p.)

### Filmographie
- 客家・技藝・老師傅 = Hakka, craftsmanship, master workers : a DVD documentary, par Xing zheng yuan Kejia wei yuan hui (éd. scientifique), Taibei shi : Xing zheng yuan Kejia wei yuan hui, Minguo 91, 2002, 1 DVD + 1 brochure (34 p.)  (ISBN 978-957-013062-1)
- Hakka : les Chinois tels qu'en eux-mêmes, film de Patrice Fava, CNRS audiovisuel, Meudon, 2005, 1 DVD (1 h 20 min)

### Multimédia
- Projection et présentation du film 'Hakka, les Chinois tels qu'en eux-mêmes'' (conférence de Patrice Fava enregistrée au Salon de lecture Jacques Kerchache le 18 décembre 2010), Musée du quai Branly, Paris, 2010, 1 CD data (1 h 47 min)